# Neoallochernes cubanus
Neoallochernes cubanus är en spindeldjursart som beskrevs av William B. Muchmore 1992. Neoallochernes cubanus ingår i släktet Neoallochernes och familjen blindklokrypare. Inga underarter finns listade i Catalogue of Life.